# هارو کوروکی
هارو کوروکی (به ژاپنی: 黒木 華 Kuroki Haru)؛ زادهٔ ۱۴ مارس ۱۹۹۰) یک هنرپیشه اهل ژاپن است.
از فیلم‌ها یا برنامه‌های تلویزیونی که وی در آن نقش داشته است می‌توان به بهانه ابدی، گذرگاه بزرگ و فرزندان گرگ اشاره کرد.
وی برندهٔ جایزه خرس نقره‌ای برای بهترین بازیگر زن از جشنواره بین‌المللی فیلم برلین در سال ۲۰۱۴ شد.